# Antonov An-225
Antonov An-225 »Mrija« (ukrajinsko Антонов Ан-225 Мрія, dob. »sanje«  ali »navdih«, NATO oznaka: "Cossack") je bilo ukrajinsko transportno letalo, zasnovano v biroju Antonov v Sovjetski zvezi v osemdesetih letih 20. stoletja. Poganjalo ga je 6 turboventilatorskih motorjev. Veljalo je za največje in z 640 tonami vzletne teže najtežje letalo na svetu. Zgrajen je bil samo en primerek, ki je bil nekaj let neoperativen zaradi pomanjkanja denarja in je bil kasneje leta 2022 uničen v ruski invaziji na Ukrajino. Obstaja še napol dokončan An-225, ki se je uporabil za testiranje.
An-225 je bil sprva načrtovan za prevažanje sovjetskega Raketoplana Burana na hrbtu letala. Zasnovan je bil na osnovi Antonov An-124, s katerim si deli veliko delov in sistemov. Trup letala An-225 je enak kot pri An-124, le da je za nekaj metrov podaljšan. Tudi motorji so enaki, le da jih je šest. Krilo je povečano in močnejše, predvsem zaradi šestih motorjev in precej večje vzletne teže. Zadek je dvorepne konfiguracije, zaradi aerodinamčnih tokov, ki nastajajo ob prevozu raketoplana - podobno kot pri ameriškem letalu Shuttle Carrier Aircraft (SCA), ki temelji na Boeingu 747. Pristajalno podvozje so povečali na 32 koles.
An-225 je postavil rekord za najtežji tovor, in sicer 253.820 kilogramov.
Ukrajinski zunanji minister Dmitro Kuleba in državno podjetje za obrambo sta 27. februarja 2022 poročala, da je bilo letalo uničeno v napadu ruskih vojaških enot na letališče Gostomel v bližini Kijeva med rusko invazijo na Ukrajino. V začetku marca so bili objavljeni prvi posnetki uničenega letala v hangarju. Uničenje letala je bilo dokončno potrjeno, ko so bili konec marca objavljeni posnetki letališča, narejeni s pomočjo brezpilotnega letalnika.

## Tehnične specifikacije
- Posadka: 6
- Dolžina: 84 m (275 ft 7 in)
- Razpon kril: 88,4 m (290 ft 0 in)
- Višina: 18,1 m (59 ft 5 in)
- Površina kril: 905 m2 (9.740 sq ft)
- Vitkost: 8,6
- Prazna teža: 285.000 kg (628.317 lb)
- Maks. vzletna teža: 640.000 kg (1410.958 lb)
- Kapaciteta goriva: 300.000 kg
- Tovorni prostor: volumen 1.300m3, dolžina 43,35 m, širina 6,4 m, višina 4,4 m
- Motorji: 6 × ZMKB Progress D-18 turboventilatorski, 229,5 kN (56000 lbf) vsak
- Največja hitrost: 850 km/h (528 mph; 459 kn)
- Potovalna hitrost: 800 km/h (497 mph; 432 kn)
- Dolet: 15.400 km (9.569 mi; 8.315 nmi) z maks. gorivom, z največjim tovorom: 4.000 km (2.500 mi)
- Višina leta: 11.000 m (36.089 ft)
- Obremenitev kril: 662,9 kg/m2 (135,8 lb/sq ft)
- Razmerje potisk/teža: 0,234